# Georges Duby
Georges Duby (7. října 1919 Paříž – 3. prosince 1996 Aix-en-Provence) byl francouzský historik, zaměřený na dějiny středověké společnosti, umění a kultury, člen Francouzské akademie. Proslavil se především jako historik hospodářských a sociálních dějin středověké Francie.

## Život
Georges Duby se narodil v řemeslnické rodině v Paříži, studoval v Mâconu (Burgundsko), historickou geografii v Lyonu a historii v Paříži. Studia dokončil v roce 1953 disertací o společenských vztazích v kraji Mâcon. Přednášel na univerzitách v Besanconu a od roku 1951 v Aix, roku 1970 byl zvolen členem Collège de France a roku 1987 Francouzské akademie. Získal řadu vyznamenání a čestných doktorátů a byl členem řady zahraničních akademií v Evropě i v USA. Duby měl neobyčejně živý vztah k umění a sám rád kreslil a maloval, zejména krajiny.

## Dílo
Duby sice nebyl formálně členem skupiny kolem Marca Blocha a Luciena Febvra, známé jako Škola Annales, nicméně patří spolu s Fernandem Braudelem k jejím nejvýraznějším představitelům. Už Dubyho disertace, Společnost 11. a 12. století v mâconském kraji (1953), které jej proslavilo, se vyznačuje důrazem na podrobné studium nejrůznějších dokumentů a pramenů ohledně společenského i hospodářského života, každodenního provozu, společenských vrstev a rolí, ale zároveň i snahou dát čtenáři nahlédnout do myšlení, duchovního života a představ obyčejných lidí té doby. Duby byl také jedním z prvních historiků, kteří se věnovali životu a úloze žen ve společnosti.
Podílel se na několika velkých projektech (Dějiny Francie, Evropa ve středověku, Dějiny soukromého života aj.), které výrazně změnily vztah Francouzů i mnoha dalších Evropanů k jejich starší historii. Co starší generace pokládaly za „temný středověk“, se v jeho díle ukazuje jako nesmírně bohaté období náboženského, kulturního i politického úsilí, které založilo důležité instituce i budoucí úspěchy evropské kultury a civilizace. Jeho knihy se vyznačují odbornou precizností, ale také živým a přístupným stylem, takže se některé z nich staly téměř bestsellery, a to nejen ve Francii. Duby kromě toho často vystupoval v rozhlase a v televizi, udělal množství vzdělávacích programů vynikající úrovně (např. Věk katedrál, 1976) a podílel se na vzniku i činnosti evropské televize Arte. Je také autorem jedné z nejvýznamnějších knih světové historiografie druhé poloviny 20. století Neděle u Bouvines. V ní nejenže na základě soudobých líčení osvětlil středověké postoje k válce, ale zabýval se i pozdějším vznikem mýtu o bitvě a o jeho proměnách, které vypovídájí více o tvůrcích tohoto mýtu než o samotné události.

## Výběrová bibliografie
- La Société aux XIe et XIIe siècles dans la région mâconnaise. Paris : Éditions de l’École des Hautes Études en Sciences Sociales, 1953.
- Le dimanche de Bouvines. 27 juillet 1214. Paris : Gallimard, 1973. 302 p. ISBN 2-07-028452-2 (česky Neděle u Bouvines : 27. červenec 1214. Praha : Argo, 1997. 221 s. ISBN 80-7203-164-3).
- L'An mil. Paris : Gallimard ; Julliard, 1974. 235 p. ISBN 2-07-028871-4 (česky Rok tisíc. Praha : Argo, 2007. 150 s. ISBN 978-80-7203-819-0).
- Le Temps des cathédrales. L'art et la société, 980-1420. Paris : Gallimard, 1976. 379 p. ISBN 2-07-029286-X (česky Věk katedrál. Umění a společnost 980–1420. Praha : Argo, 2002. 332 s. ISBN 80-7203-418-9).
- Les Trois ordres ou l'Imaginaire du féodalisme. Paris : Gallimard, 1978. 425 p. ISBN 2-07-028604-5 (česky Tři řády aneb představy feudalismu. Praha : Argo, 2008. 399 s. ISBN 978-80-7203-966-1).
- Le chevalier, la femme et le prêtre. Le mariage dans la France féodale. Paris : France loisirs, 1981. 313 p. ISBN 2-7242-1167-7 (česky Rytíř, žena a kněz. Manželství ve Francii v době feudalismu. Praha : Garamond, 2003. 238 s. ISBN 80-86379-44-2).
- Guillaume le Maréchal : ou Le meilleur chevalier du monde. Paris : Fayard, 1984. 188 s. ISBN 2-07-032344-7.
- Histoire de la France : le Moyen Âge. Paris : Hachette Littérature, 1987. 357 s. ISBN 2-01-008878-6.
- Histoire de la France des origines à nos jours. Paris : Larousse, 1995. 1214 s. ISBN 2037500068 (česky Dějiny Francie od počátku po současnost. Praha : Karolinum, 2003. 954 s. ISBN 80-7184-514-0).
- Dames du XIIe siècle I, Héloïse, Aliénor, Iseut et quelques autres. Paris : le Grand livre du mois, 1995. 173 p. ISBN 2-07-074176-1 (česky Vznešené paní z 12. století 1. Heloisa, Aliénor, Isolda a další. Brno : Atlantis, 1997. 126 s. ISBN 80-7108-152-3).
- Dames du XIIe siècle II, Le souvenir des aïeules. Paris : Gallimard, 1995. 237 p. ISBN 2-07-074183-4 (česky Vznešené paní z 12. století II. Památka babiček. Brno : Atlantis, 1999. 158 s. ISBN 80-7108-166-3).
- Dames du XIIe siècle III, Ève et les prêtres. Paris : Gallimard, 1996. 217 p. ISBN 2-07-074184-2 (česky Vznešené paní z 12. století III. Eva a kněží. Brno : Atlantis, 1999. 149 s. ISBN 80-7108-167-1).
- Art et société au Moyen-âge. Paris : Éd. du Seuil, 1997. 137 p. ISBN 2-02-031607-2 (česky Umění a společnost ve středověku. Praha ; Litomyšl : Paseka, 2002. 102 s. ISBN 80-7185-448-4).

## Ocenění
- 1977 – Grand prix Gobert za Le temps des cathédrales